# Кодекс 069
Кодекс 069 (Gregory-Aland) — унциальный манускрипт V века на греческом языке, содержащий фрагменты текста Евангелия от Марка 10,50-51; 11,11-12 на одном пергаментном листе (8 x 4,5 см). Текст на листе расположен в одной колонке, 25 строк в колонке. 
Рукопись хранится в Чикагском университете (Oriental Institute, 2057) в Чикаго.

## Особенности рукописи
| Recto ιμ]ΑΤΙΟ [αυτου α]ΝΑΣΤΑΣΗΛ ΘΕΝΠΡΟΣΤΟΝΙΝ ΚΑΙΑΠΟΚΡΙΘΕΙΣΛε[?] ΓΕΙΑΥΤΩΟΙΣΤΙΘ[ε] ΛΕΙΣΠΟΙΗΣΩΣΟ[ι] ΟΔΕΤΥΦΛΟΣΕΙ[πεν] | Verso Και[περι βλεψαμε] ΝΟΣΠΑΝ[τα οψι] ΑΣΗΔΗΟΥΣΗΣΤΗ[ς] ΩΡΑΣΕΞΗΛΘΕΝ ΕΙΣ ΒΗΘΑΝΙΑΝ ΜΕ [τ]ΑΤΩΝΔΩΔΕΚΑ [k]ΑΙΤΗΕΠΑΥΡΙΟΝ |

Греческий текст рукописи отражает византийский тип текста, соответствующий Александрийскому кодексу. Рукопись отнесена к III категории Аланда.